# Ormideia
Ormideia (em grego:  Ορμήδεια), às vezes também escrito Ormidhia, é uma vila no Distrito de Lárnaca, no sudeste do Chipre. É um dos três exclaves rodeados por zona de soberania oriental de Acrotíri e Deceleia, um território britânico ultramarino administrado como uma área de soberania. Os outros são a aldeia de Xylotymbou e Estação de Energia de Deceleia. É administrado pela República de Chipre. Sua população estimada em 2011 era de 4 189 habitantes.